# 塞苏埃
塞苏埃，是西班牙阿拉贡自治区韦斯卡省的一个市镇。总面积5平方公里，总人口134人（2001年），人口密度27人/平方公里。